# Вршилац дужности
Вршилац дужности (скр. в. д.) је особа која обавља неку управну функцију привремено, до избора или постављења особе која ће дужност преузети. То се може десити у случајевима када је положај новоустановљен, када је особа изгубила мандат и обавља минимум функција за обезбеђивање континуитета, или када претходни носилац функције је изненада напусти, због смрти, болести или других личних разлога.
Углавном је ова функција (в.д.) везана за привредне субјекте , где в.д. поставља оснивач и политичке и јавне функције где је избор в.д. Законом регулисан, уколико су се стекли горе наведени услови. 